# Прорубь

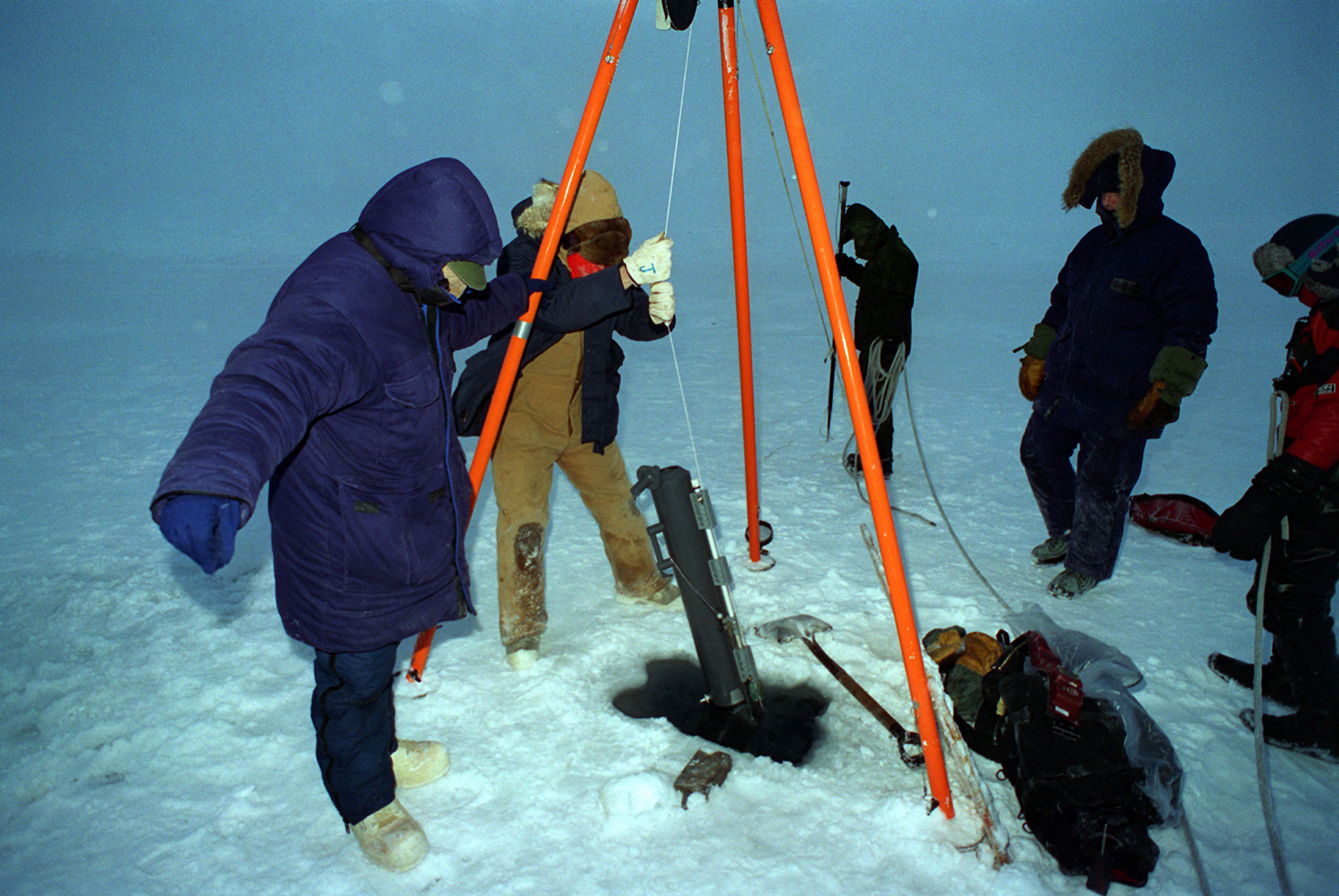
Взятие пробы воды из проруби

Про́рубь — отверстие, прорубленное в ледовом покрытии водоёма (реки, озера и т. п.).
Прорубь делают для ловли рыбы, набора воды, полоскания белья, иногда — для купания (см. Моржевание).
Прорубь, сделанную для водоосвящения и купания на Крещение, называют также иорданью.
Также делают проруби для предотвращения замора рыбы в зимний период в водоёмах со стоячей или слабо проточной водой.

## Почему прорубь - иордань?
Прорубь, обычно крестообразной формы, вырубаемая во льду для освящения воды в праздник Крещения Господня (Богоявления). Водоосвящение или водосвятие Водоосвящение или водосвятие - церковное чинопоследование, на котором при троекратном погружении креста, с соответствующими молитвами и песнопениями, Божественным наитием совершается освящение воды. Водосвятие бывает великое и малое. Великое водосвятие совершается дважды в году: накануне праздника Богоявления (Крещения) – после литургии или вечерни, и в самый день праздника – после литургии. Вода, освященная в эти дни, называется великой агиасмой (греч. перевод. «святыня»). Освящается она или в специальных наполненных емкостях, или же в реке, источнике, озере, колодце, куда совершается торжественный крестный ход, называемый ходом на Иордань.

## Традиция нырять в прорубь на Руси (в пользу Крещения)
Крещение связано с определёнными ритуалами — купанием в ледяной проруби. Считается, что окунуться в неё нужно не менее трёх раз, постоянно крестясь. Так делают не только простые россияне, но и звёзды, политики и спортсмены.
Подобная традиция на Руси не была распространена. Более того, даже церковь не требует соблюдения такого обряда. Славяне полагали, что после Святок с их гаданиями и заговорами необходимо очистить себя в ледяной воде. Когда появились христианские традиции, на Руси ритуал купания в проруби посчитали кощунственным.
Однако со временем языческий обряд слился с православной тенденцией освящения воды. И теперь проруби на Крещение готовят заранее в каждом городе, и в них окунаются миллионы людей по всей стране, даже не обращая внимание на риски для здоровья.